# Comuna Levkiv
Levkiv (în ucraineană Левківська сільська рада) este o comună în raionul Jîtomîr, regiunea Jîtomîr, Ucraina, formată din satele Kalînivka, Klitciîn și Levkiv (reședința).

## Demografie
Componența lingvistică a comunei Levkiv
     Ucraineană (98,83%)
     Alte limbi (1,11%)
Conform recensământului din 2001, majoritatea populației comunei Levkiv era vorbitoare de ucraineană (98,83%), existând în minoritate și vorbitori de alte limbi.